# 上杉憲盛
上杉 憲盛（うえすぎ のりもり）は、戦国時代から安土桃山時代にかけての武将。深谷上杉家7代当主。武蔵国深谷城主。

## 生涯
享禄3年（1530年）、上杉憲賢の子として誕生。父・憲賢が成田長泰と結んだ際に姪とされる太田資時の娘を正室に迎えた。
当時の武蔵は、河越城の戦いで扇谷上杉家を破った後北条氏が勢力を拡大し、山内上杉家の上杉憲政が上野国を追われると関東管領としての上杉氏の権威も衰退した。周囲が北条氏に下る中、岡谷清英や秋元景朝ら重臣の活躍によって深谷城を守り続けるが、やがて憲賢父子も苦渋の決断により北条氏に降伏した。永禄3年（1560年）、父が没したため家督を継いだ。
父臨終の間際、憲賢危篤の報を手に入れた由良成繁は、およそ300騎を率いて深谷家の領内に侵入した。急な事態であったため、憲盛は120騎しか集められず敗退、家督相続間際に北部の領土を一部失った。永禄4年（1561年）、後に山内上杉家の家督を継ぐことになる長尾景虎（上杉謙信）が北条氏討伐の大軍を起こすとこれに寝返るが、武田信玄が景虎の背後を牽制する動きを見せると景虎は帰国。その後、北条氏が勢力を回復すると永禄6年（1563年）に憲盛は再度北条氏に降る。この時、景虎の命を受けた成田氏長（長泰の子）が深谷城を攻撃している。後に氏長が北条氏に降伏すると、娘を氏長の弟・成田泰親に嫁がせて和解した。
永禄12年（1569年）の越相同盟の締結によって深谷城が上杉氏の勢力下に入ると謙信に属す。同年、甲斐武田氏の侵攻に備えた北条氏邦から援兵を求められるが援軍を派遣したかは不明。のちに、同盟破綻後にも北条氏側に復帰しなかったために北条氏、更に武田氏までが深谷に侵攻するがなんとか防戦する。憲盛は死の直前まで上杉氏の配下として行動しており、深谷上杉家の北条方への帰属は憲盛が死去し、親北条である氏憲が家督を継いだことによる路線変更によるものと考えられている。
憲盛の子孫としては、嫡男・氏憲の子・憲俊が元和3年（1617年）に播磨国平福藩の池田氏に仕えた他、二男・深谷吉次の子孫は旗本となり、真田幸定の舅である深谷盛定、江戸時代後期に大目付・勘定奉行などを務めた深谷盛房らを輩出する。

## 逸話
元亀4年/天正元年（1573年）頃、上杉輝虎（謙信）との会合で輝虎から、憲盛の次男を養子に頼まれたと｢深谷記｣にあるが、他の資料では確かめられないため信憑性は低い。